# Banner Elk
Banner Elk és una població dels Estats Units a l'estat de Carolina del Nord. Segons el cens del 2000 tenia 811 habitants.

## Demografia
Segons el cens del 2000, Banner Elk tenia 811 habitants, 215 habitatges i 124 famílies. La densitat de població era de 263,1 habitants per km².
Dels 215 habitatges en un 23,3% hi vivien nens de menys de 18 anys, en un 46,5% hi vivien parelles casades, en un 8,4% dones solteres, i en un 42,3% no eren unitats familiars. En el 30,2% dels habitatges hi vivien persones soles el 8,8% de les quals corresponia a persones de 65 anys o més que vivien soles. El nombre mitjà de persones vivint en cada habitatge era de 2,13 i el nombre mitjà de persones que vivien en cada família era de 2,65.
Per edats la població es repartia de la següent manera: un 10,7% tenia menys de 18 anys, un 47,8% entre 18 i 24, un 16,8% entre 25 i 44, un 14,9% de 45 a 60 i un 9,7% 65 anys o més.
L'edat mediana era de 22 anys. Per cada 100 dones de 18 o més anys hi havia 92 homes.
La renda mediana per habitatge era de 33.750 $ i la renda mediana per família de 41.964 $. Els homes tenien una renda mediana de 35.250 $ mentre que les dones 23.036 $. La renda per capita de la població era de 12.725 $. Entorn del 13,5% de les famílies i el 18,7% de la població estaven per davall del llindar de pobresa.

## Poblacions més properes
El següent diagrama mostra les poblacions més properes.